# کارور (مینه‌سوتا)
کارور، مینه‌سوتا (به انگلیسی: Carver, Minnesota) یک شهر در ایالات متحده آمریکا است که در مینه‌سوتا واقع شده‌است.

## خصوصیات
کارور ۱۰٫۸۳ کیلومترمربع مساحت و ۳٬۷۲۴ نفر جمعیت دارد و ۲۲۳ متر بالاتر از سطح دریا واقع شده‌است.